# Nora Tschirner
Nora Marie Tschirner (Berlino Est, 12 giugno 1981) è un'attrice tedesca.

## Biografia
Nasce nella Berlino Est ed è figlia del regista Joachim Tschirner e della giornalista radiofonica Waltraud Tschirner. Cresce nel quartiere di Pankow insieme ai due fratelli maggiori e frequenta il John-Lennon-Gymnasium a Berlino; finisce il ciclo di studi alla Rosa-Luxemburg-Oberschule di Pankow. 
Nel 2001, lavora come presentatrice per alcuni programmi di MTV e conduce programmi radiofonici come Blue Moon. Dal 2004 appare insieme a Christian Ulmen nello show di MTV Ulmens Auftrag e nel 2007 presenta i "First Steps Awards". È anche protagonista nel video della band OneRepublic Secrets.
Esordisce sul grande schermo nel 2001 in Wie Feuer und Flamme nel ruolo di Anya e diventa presto protagonista della serie della ARD Sternenfänger. Nel 2003, interpreta Katharina a fianco di Matthias Schweighöfer in Soloalbum, film tratto dal romanzo omonimo di Benjamin von Stuckrad-Barre. Nel 2005 recita come attrice protagonista in Kebab Connection e ottiene altri ruoli in televisione, tra cui una parte nella serie di fantascienza Ijon Tichy: Raumpilot, vincitrice del premio "German Television Prize". Nel 2007 recita a fianco di Til Schweiger nella commedia romantica 300 ore per innamorarsi e nel seguito Zweiohrküken.

## Filmografia

### Cinema
- Wie Feuer und Flamme, regia di Connie Walter (2001)
- Soloalbum, regia di Gregor Schnitzler (2003)
- Kebab Connection, regia di Anno Saul (2004)
- FC Venus, regia di Ute Wieland (2006)
- Nichts geht mehr, regia di Andreas Schaap - cortometraggio (2006)
- The Conclave, regia di Christoph Schrewe (2006)
- Alice im Niemandsland, regia di Robin Polak - cortometraggio (2007)
- 300 ore per innamorarsi (Keinohrhasen), regia di Til Schweiger (2007)
- La noche que dejó de llover, regia di Alfonso Zarauza (2008)
- Tesoro, sono un killer (Mord ist mein Geschäft, Liebling), regia di Sebastian Niemann (2009)
- La banda dei coccodrilli (Vorstadtkrokodile), regia di Christian Ditter (2009)
- Vicky il vichingo (Wickie und die starken Männer), regia di Michael Herbig (2009)
- Zweiohrküken, regia di Til Schweiger (2009)
- La banda dei coccodrilli indaga (Vorstadtkrokodile 2), regia di Christian Ditter (2010)
- Ecco a voi Lola! (Hier kommt Lola!), regia di Franziska Buch (2010)
- Il gusto dell'amore (Bon appétit), regia di David Pinillos (2010)
- La banda dei coccodrilli - Tutti per uno (Vorstadtkrokodile 3), regia di Wolfgang Groos (2011)
- Nullpunkt, regia di Andreas Schaap - cortometraggio (2011)
- Ein Tick anders, regia di Andi Rogenhagen (2011)
- What a Man, regia di Matthias Schweighöfer (2011)
- Offroad, regia di Elmar Fischer (2012)
- Das Pferd auf dem Balkon, regia di Hüseyin Tabak (2012)
- Girl on a Bicycle, regia di Jeremy Leven (2013)
- Everyone's Going to Die, regia di Jones e Max Barron (2013)
- Alles ist Liebe, regia di Markus Goller (2014)
- Macho Man, regia di Christof Wahl (2015)
- Gut zu Vögeln, regia di Mira Thiel (2016)
- SMS per te (SMS für Dich), regia di Karoline Herfurth (2016)
- Gut gegen Nordwind, regia di Vanessa Jopp (2019)
- Wunderschön, regia di Karoline Herfurth (2022)
- Over & Out, regia di Julia Becker (2022)
- Einfach mal was Schönes, regia di Karoline Herfurth (2022)
- L'ultimo drink (One for the Road), regia di Markus Goller (2023)
- Chantal im Märchenland, regia di Bora Dağtekin (2024)
- Wunderschöner, regia di Karoline Herfurth (2025)

### Televisione
- Achterbahn – serie TV, episodio 1x39 (1996)
- Sternenfänger – serie TV, 26 episodi (2002)
- Abschnitt 40 – serie TV, episodio 1x07 (2002)
- Ulmens Auftrag – serie TV (2004)
- Ein starkes Team – serie TV, episodio 1x28 (2004)
- Die ProSieben Märchenstunde – serie TV, episodio 2x02 (2006)
- Das letzte Stück Himmel, regia di Jo Baier – film TV (2007)
- Löwenzahn – serie TV, episodio 27x09 (2007)
- Doctor's Diary - Gli uomini sono la migliore medicina (Doctor's Diary - Männer sind die beste Medizin) – serie TV, episodio 3x01 (2011)
- Ijon Tichy: Raumpilot – serie TV, 14 episodi (2007-2011)
- Mann/Frau – serie TV, episodi 2x07-2x11 (2015)
- Paare – serie TV, episodi 1x06-2x05 (2015-2016)
- Arthurs Gesetz – miniserie TV, 5 puntate (2018)
- Jerks – serie TV, episodi 1x08-3x03 (2017-2019)
- Tatort – serie TV, 11 episodi (2013-2021)
- The Mopes – serie TV, 6 episodi (2021)